# 메시에 24
메시에 M24(Delle Caustiche, IC 4715)는 궁수자리 부근에 있는 별 무리이다. 1764년 샤를 메시에가 메시에 천체 목록에 넣었다. 우리 은하의 궁수자리-용골자리 팔에 해당하는 은하수의 일부이나 메시에는 이를 산개 성단으로 잘못 이해한 것으로 보인다. 간혹 NGC 6603을 M24로 오해하는 경우도 있다.
M24는 지구에서 10,000~16,000광년 떨어진 거리에 분포해 있으며, 쌍안경으로도 잘 보인다.

## 같이 보기
- 메시에 천체
- 메시에 천체 목록
- 신판일반목록